# Suai
Suai is de hoofdplaats van het Oost-Timorese district Cova Lima.
Suai telt 8243 inwoners.
Op 6 september 1999 rond de onafhankelijkheid van Oost-Timor werden in Suai 200 mensen om het leven gebracht door pro-Indonesische milities.

## Weblinks
- ETAN (East Timor and Indonesia Action Network) page, including excepts from the UN report and eyewitness accounts
- Human Rights Watch page discussing acquittal of the five implicated Indonesian officials
- Friends of Suai
- Friends of Suai[dode link]
- Suai Media Space
- CAVR - The Church massacre of Suai (englisch; PDF; 35 kB)